# John von Sydow
Johan (John) Fredrik von Sydow , född den 28 november 1833 i Gävle, död den 30 augusti 1905 i Jönköping, var en svensk jurist. Han var svärfar till Henning Odencrantz.
von Sydow blev student vid Lunds universitet 1851 och avlade examen till rättegångsverken 1854. Han blev vice häradshövding 1859, fiskal i Göta hovrätt 1867 och assessor där 1870. von Sydow var hovrättsråd 1888–1903. Han var ledamot i centralstyrelsen för Smålands enskilda bank från 1886 (ordförande från 1900) och ordförande i styrelsen för Städernas lösöreförsäkringsbolag i Jönköping från 1887. von Sydow blev kommendör av andra klassen av Nordstjärneorden 1902.